# Ǖ
Ǖ (minuscule : ǖ), appelé U tréma macron, est une lettre latine utilisée dans l’écriture du chinois en hanyu pinyin, du moyen bas allemand, ou du same d'Ume, ainsi que dans certaines romanisations du vieux turc. Elle a été utilisée dans l’écriture du tutchone du Sud.
Elle est formée de la lettre U avec un tréma suscrit et un macron.

## Utilisation
En hanyu pinyin (système de transcription du mandarin standard), ‹ ǖ › a le même rôle que ‹ ü › (noter le son /y/ après l et n — en début de mot on écrit ‹ yu ›, après q, x et j on écrit ‹ u ›) ; le macron indique en plus que la syllabe porte le premier ton (ton haut).
En moyen bas allemand, le U tréma macron ‹ ǖ › représente la voyelle longue /yː/.
En tutchone du Sud, ‹ ǖ › a été utilisé pour représenter une voyelle centrale fermée avec un ton descandant dans l’ancienne orthographe du Yukon Native Language Centre, par exemple dans la phrase Chu ímbǖr, « Je fait bouillir de l’eau ».

## Représentations informatiques
Le U tréma macron peut être représenté avec les caractères Unicode suivants : 
- précomposé (Latin étendu additionnel) :

| formes    | représentations | chaînes de caractères | points de code | descriptions                              |
| --------- | --------------- | --------------------- | -------------- | ----------------------------------------- |
| capitale  | Ǖ               | Ǖ                     | U+01D5         | lettre majuscule latine u tréma et macron |
| minuscule | ǖ               | ǖ                     | U+01D6         | lettre minuscule latine u tréma et macron |

- décomposé (latin de base, diacritiques) :

| formes    | représentations | chaînes de caractères | points de code       | descriptions                                                   |
| --------- | --------------- | --------------------- | -------------------- | -------------------------------------------------------------- |
| capitale  | Ǖ               | U◌̈◌̄                   | U+0055 U+0308 U+0304 | lettre majuscule latine u diacritique tréma diacritique macron |
| minuscule | ǖ               | u◌̈◌̄                   | U+0075 U+0308 U+0304 | lettre minuscule latine u diacritique tréma diacritique macron |

## Sources
- (en) Anshuman Pandey, Final proposal to encode Old Uyghur in Unicode (no L2/20-191), 15 juillet 2020 (lire en ligne)
- [YNLC 2020a] (en) Southern Tutchone Alphabet, Yukon Native Language Centre, 2020 (lire en ligne)
- [YNLC 2020b] (tce + en) Ńtlʼēʼò Kwä̀chʼe, Yukon Native Language Centre, 2020 (lire en ligne)